# Hacker News
Hacker News — социальный новостной сайт.
Хотя намеревалось воссоздать сообщество похожее на то, что было у Reddit в свои первые дни, он отличается от других социальных новостных сайтов-предшественников тем, что в нём нет возможности «опускать» материалы (пока пользователь не накопит достаточно «кармы» — баллов, которые растут при голосовании за материал пользователя); новички могут либо голосовать за, либо не голосовать вообще. В целом, контент, который может быть представлен, определяется фразой «всё, что радует ваше интеллектуальное любопытство».

## История
Сайт был создан Полом Грэмом в феврале 2007. Первоначально он назывался Startup News (Новости стартапов), или, иногда News.YC, но 14 августа 2007 он стал известен под текущим именем. Сайт разработан как проект компании Y Combinator, и может служить примером использования языка программирования Arc, одним из соразработчиков которого был Пол Грэм.
Грэм заявил, что он надеется избежать Вечного сентября, что приводит к общему снижению интеллектуальности в рамках сообщества.